# Frans Loyaerts
Frans Loyaerts (Lovaina, Brabant Flamenc, 13 de setembre de 1922 - Lovaina, 30 d'octubre de 2008) va ser un ciclista belga que fou professional entre 1947 i 1959. En el seu palmarès destaca una victòria d'etapa a la Volta a Catalunya.

## Palmarès
- 1949
  - 1r a la Brussel·les-Sint-Truiden
- 1950
  - Vencedor d'una etapa a la Volta a Catalunya
- 1953
  - 1r al Gran Premi del 1r de maig - Premi d'honor Vic de Bruyne